# Chrysopaa sternosignata
Chrysopaa sternosignata е вид жаба от семейство Dicroglossidae. Видът не е застрашен от изчезване.

## Разпространение и местообитание
Разпространен е в Афганистан и Пакистан.
Обитава сладководни басейни, реки и потоци.

## Описание
Популацията на вида е стабилна.